# Ladiana
Ladiana est une commune rurale située dans le département de Didyr de la province de Sanguié dans la région du Centre-Ouest au Burkina Faso.

## Géographie
Situé à 3 km à l'est de Didyr, Ladiana est divisé en cinq quartiers : Sesso, Lah, Djélé, Mata et Wapoureli.